# بازی منصفانه (فیلم ۱۹۹۵)
بازی منصفانه (به انگلیسی: Fair Game) فیلمی محصول سال ۱۹۹۵ و به کارگردانی اندرو سایپس است. در این فیلم بازیگرانی همچون ویلیام بالدوین، سیندی کرافورد، استیون برکوف، کریستوفر مک‌دونالد، میگل ساندووال، جان کارلو، سلما هایک، جنت گلدستاین، پال دیلان، الکساندر کروپا، مارک مک‌کالی و دن هدایا ایفای نقش کرده‌اند.